# Sarmizegetusa (gmina)
Sarmizegetusa – gmina w Rumunii, w okręgu Hunedoara. Obejmuje miejscowości Breazova, Hobița-Grădiște, Păucinești, Sarmizegetusa i Zeicani. W 2011 roku liczyła 1209 mieszkańców.